# 모토산조구치역
모토산조구치역(일본어: 元山上口駅)은 일본 나라현 이코마군 헤구리정에 위치한 긴키 닛폰 철도 이코마 선의 철도역이다. 역 번호는 G 23이며, 단선 승강장 1면 1선의 구조를 갖춘 지상역이다.

## 이용 현황
- 2005년 11월 8일 : 2,413명
- 2008년 11월 18일 : 2,368명
- 2010년 11월 9일 : 1,969명
- 2012년 11월 13일 : 1,856명
- 2015년 11월 10일 : 1,768명

## 역 주변
- 간포노주쿠 야마토 헤구리
- 센코지

## 역사
- 1926년
  - 10월 21일 : 시기이코마 전철이 야마시타 역부터 연장했던 때에 종착역으로서 개업.
  - 12월 28일 : 시기이코마 전철이 가칭) 신이코마 역까지 연장해, 도중역으로 전환.
- 1964년 10월 1일 : 긴키 닛폰 철도가 시기이코마 전철을 합병. 긴테쓰 이코마 선의 역이 됨.
- 2007년 4월 1일 : PiTaPa 사용 개시.
- 2012년 12월 21일 : 다쓰타가와 역, 세야키타구치 역과 함께 종일 무인역화됨.

## 인접 역
| 긴키 닛폰 철도 이코마 선   | 긴키 닛폰 철도 이코마 선 | 긴키 닛폰 철도 이코마 선 |
| -------------------------- | ------------------------ | ------------------------ |
| G22 히가시야마 이코마 방면 | G 이코마 선              | 헤구리 G24 오지 방면     |